# If U Seek Amy
«If U Seek Amy» — третий сингл с альбома Circus американской певицы Бритни Спирс. Песня была написана и спродюсирована Максом Мартином, который также написал её прошлые хиты, такие как «...Baby One More Time» и «Oops!... I Did It Again».

## Реакция публики
Название песни «If U Seek Amy», которое дословно переводится как «Если вы ищете Эми» и в контексте композиции не имеет смыслa (строчка в припеве, в которой оно появляется, в переводе звучит как: «...все мальчики и все девочки молятся о том, чтобы если вы ищете Эми»), на слух воспринимается как произнесенное по буквам сочетание «F-U-C-K M-E» («Трахни меня»). Из-за этого песня подверглась критике от части критиков и слушателей: The Independent назвал её «грубой» и «дешёвой» и добавил, что «песня была написана единственно для того, чтобы дать Бритни возможность пропеть своё „F-U-C-K me“», а Крис Уиллмэн из Entertainment Weekly отозвался о ней как о «ребяческой выходке», рассчитанной на «сенсацию среди учеников средней школы». Начали поступать жалобы от публики: так, сиднейская домохозяйка Леони Барзенбах сообщила журналистам из Undercover News, что была «потрясена, когда услышала, как её сыновья пяти и семи лет ходят по дому, распевая: „F-U-C-K M-E“». «Это ужасно грубо и оскорбительно», — добавила женщина. В связи с этим радиостанция WFLZ-FM выпустила песню в эфир в самостоятельно сделанной обработке, где «If U Seek Amy» превратилось в «If U See Amy» («Если вы видите Эми»; так её объявляли диджеи на радио). Впоследствии отцензурированная радиоверсия песни с таким же названием была выпущена официально самой Спирс и её фирмой. Позже NME включил «If U Seek Amy» в число самых непристойных песен в истории.

## Музыкальное видео
Съёмки видеоклипа начались 10 февраля 2009 года. Режиссёром видео стал Джэйк Нава, который уже работал со Спирс над съёмками музыкального видео на песню «My Prerogative». После выхода клипа, он сразу стал лидером по скачиваемости на iTunes.

## Участие в чартах
Перед тем, как If U Seek Amy был объявлен синглом, песня уже попала в Billboard Hot 100 под номером 86 и дебютировала в Канаде на 88 позиции.
| Чарты (2009)                      | Наивысшая позиция |
| --------------------------------- | ----------------- |
| Canadian Hot 100                  | 13                |
| (США) Billboard Hot 100           | 19                |
| (США) Billboard Pop 100           | 8                 |
| (США) Billboard Hot Digital Songs | 17                |
| (США) Billboard Pop Digital Songs | 6                 |

### Позиции в конце года
| Чарт (2009)         | Позиция |
| ------------------- | ------- |
| Россия (Love Radio) | 92      |